# Rush Hour 3
Rush Hour 3 är en amerikansk actionfilm från 2007 och är uppföljare till Rush Hour (1998) och Rush Hour 2 (2001). Huvudrollerna i alla tre filmer spelas av Jackie Chan och Chris Tucker. Filmen tillkännagavs 7 maj 2006 och inspelningen påbörjades 4 juli 2006. Den utspelas i Paris, New York och Los Angeles. Filmen hade världspremiär 10 augusti 2007.
Regissören Roman Polanski spelar en fransk polis som är inblandad i Lee och Carters (Chan och Tuckers karaktärer) fall. Tzi Ma spelar återigen rollen som ambassadör Han - Lees chef och vän som även var med i den första filmen, dock var Han konsul på den tiden.

## Handling
Ambassadör Han blir skjuten när han håller ett tal i världsdomstolen. Han skulle avslöja en lista över de tretton ledare för det kriminella kinesiska Triaderna. Lee och Carter hamnar mitt i uppgörelsen och efter att ha hindrat ännu ett mordförsök på ambassadören leder spåren till Paris.

## Om filmen
Filmen är inspelad i Los Angeles, New York och Paris.

## Rollista (urval)
- Jackie Chan - Kommissarie Lee
- Chris Tucker - James Carter
- Hiroyuki Sanada - Kenji
- Jingchu Zhang - Soo Yung
- Max von Sydow - Reynard
- Noémie Lenoir - Genevieve
- Yvan Attal - George, taxichauffören
- Youki Kudoh - Dragon Lady
- Tzi Ma - Ambassadör Han